# Рос Баркли
Рос Баркли (енгл. Ross Barkley; 5. децембар 1993) енглески је фудбалер који тренутно игра за Лутон Таун.

## Каријера
Рођен је у Ливерпулу и већ са 11 година почео да тренира фудбал у омладинској школи Евертона. Очекивало се да ће заиграти по први пут у Премијер лиги већ 2011. године с обзиром да је био замена за први тим. Међутим, имао је повреду ноге у утакмици за репрезентацију, те је дебитовао у лиги нешто касније. То се десило већ на утакмици 20. августа 2011. против Квинс Парк рејнџерса на отварању нове сезоне где је именован за најбољег играча меча. Децембра исте године је потписао уговор на 4 и по година са Евертоном.
Баркли се придружио клубу Шефилд венздеј 14. септембра 2012. у позајмици на месец дана и истог дана је наступао у утакмици против клуба Брајтон и Хоув албион. Одиграо је укупно 13 мечева за Шефилд те је онда поново отишао на позајмицу, овај пут у клуб Лидс јунајтед на 6 месеци.
Вратио се у Евертон у сезони 2013/14. Први гол у сезони је дао против клуба Норич Сити где је именован за играча меча. Укупно је постигао 6 голова у 34 меча Премијер лиге током целе сезоне, укључујући и гол против Манчестер Ситија 3. маја, који је Бибиси Спорт описао као "спектакуларан".
Дана 29. јула 2014. је потписао четворогодишњи уговор са Евертоном.
Дана 5. јануара 2018. је потписао уговор са лондонским клубом Челси у трајању од 5 и по година.  Први пут је ушао у игру као замена Вилијана у утакмици у ЕФЛ Купу. Први гол за плавце је постигао у утакмици против Саутемптона октобра исте године.
У септембру 2020. прешао је у Астон Вила на позајмицу.

## Репрезентација
Баркли је могао да бира да ли ће играти за репрезентацију Енглеске или Нигерије с обзиром да му је деда био из Нигерије. Ипак се одлучио за Енглеску.
Баркли је позван да игра у сениорској репрезентацији 2013. године. Играо је на Светском првенству 2014. године.